# Eberhard Keindorff
Eberhard Keindorff (* 7. Februar 1902 in Hamburg; † 24. Januar 1974 in Dießen am Ammersee) war ein deutscher Theaterschauspieler und Drehbuchautor.
Keindorff gab sein Debüt 1926 am Stadttheater Königsberg und war dann an Bühnen in Deutschland, Österreich und der Tschechoslowakei tätig. Er wirkte auch als Regisseur und Bühnenautor. 1935 kam er nach Berlin, wo er neben seiner schauspielerischen Arbeit ab 1937 Filmdrehbücher verfasste.
Seit dem 9. August 1941 war er mit der Schriftstellerin Johanna Sibelius verheiratet. Ab 1949 arbeitete er regelmäßig beim Schreiben von Drehbüchern mit seiner Frau zusammen. Das Duo adaptierte zahlreiche Romanvorlagen, daneben schrieben Keindorff und Sibelius vor allem Filmkomödien, Historien- und Familienfilme. Zeitweise schrieb Eberhard Keindorff, auch gemeinsam mit Erich Kästner, unter dem Pseudonym Eberhard Foerster.

## Filmografie
- 1937: Kriminalfall Erich Lemke
- 1938: Der eingebildete Kranke
- 1938: Wochenendfriede
- 1938: Nanon
- 1939: Rosemarie will nicht mehr lügen
- 1939: Der überraschende Säugling
- 1939: Modell Lu, der Lebensweg eines Hutes
- 1939: Ich bin Sebastian Ott
- 1941: Der Strom
- 1942: Himmel, wir erben ein Schloß!
- 1943: Sieben Briefe
- 1946: Die Mörder sind unter uns
- 1948: Blockierte Signale
- 1950: Fünf unter Verdacht
- 1950: Frühlingsromanze
- 1951: Weh’ dem, der liebt!
- 1951: Gefangene Seele
- 1952: Klettermaxe
- 1952: Bis wir uns wiederseh’n
- 1952: Der träumende Mund
- 1953: Briefträger Müller
- 1953: Musik bei Nacht
- 1953: Wenn der weiße Flieder wieder blüht
- 1954: Männer im gefährlichen Alter
- 1954: Die sieben Kleider der Katrin
- 1954: … und ewig bleibt die Liebe
- 1955: Die heilige Lüge
- 1955: Ein Herz bleibt allein
- 1955: Ich war ein häßliches Mädchen
- 1956: Heute heiratet mein Mann
- 1957: Vater, unser bestes Stück
- 1957: Skandal in Ischl
- 1957: Meine schöne Mama
- 1958: Helden
- 1959: Whisky, Wodka, Wienerin (Rendezvous in Wien)
- 1959: Jacqueline
- 1960: Frau Warrens Gewerbe
- 1960: Geständnis einer Sechzehnjährigen
- 1961: Zu jung für die Liebe?
- 1961: Frau Cheneys Ende
- 1961: Julia, du bist zauberhaft
- 1962: Ich bin auch nur eine Frau
- 1963: Meine Tochter und ich
- 1964: Wartezimmer zum Jenseits
- 1964: Verdammt zur Sünde
- 1964: Unter Geiern
- 1965: Old Surehand 1. Teil
- 1965: Hokuspokus oder: Wie lasse ich meinen Mann verschwinden…?
- 1966: Lange Beine – lange Finger
- 1966: Liselotte von der Pfalz
- 1967: Die Heiden von Kummerow und ihre lustigen Streiche
- 1967: 24 Stunden aus dem Leben einer Frau
- 1968: Morgens um sieben ist die Welt noch in Ordnung
- 1969: Heintje – Ein Herz geht auf Reisen
- 1969: Wenn süß das Mondlicht auf den Hügeln schläft